# Ghassan Andoni
Ghassan Andoni (arabisch غسان أنضوني, DMG Ġassān Anḍūnī; * 1956 in Beit Sahour) ist ein palästinensischer Physiker und Friedensaktivist.

## Leben
Andoni studierte Physik an der Universität Bagdad und der University of Reading, wo er 1984 seinen Master in „Physics and Physics Education“ machte. Bis 2005 war er Lecturer für Physik an der Universität Bir Zait. Seitdem leitet er die Abteilung für Öffentlichkeitsarbeit der Universität.
Er ist Gründungsmitglied des International Solidarity Movement (2001) und tritt für gewaltlosen Widerstand im Konflikt zwischen Israel und den palästinensischen Autonomiegebieten ein. Das American Friends Service Committee schlug Andoni zusammen mit Jeff Halper vom Israeli Committee Against House Demolitions für den Friedensnobelpreis im Jahr 2006 vor.
Claudia Haydt von der Informationsstelle Militarisierung fasst Andonis Vorstellung von einem „intelligenten Widerstand“ wie folgt zusammen: „Es wird entweder eine Situation geben in der beide Seiten verlieren oder eine in der beide gewinnen werden. Besatzung zerstört die Rechte der Besetzten, aber sie zerstört auch die Besatzer, sie zerstört ihre moralischen Vorstellungen, ihre  Werte, ihre Normen.“

## Werke
- Non-Violence Tax Resistance in Beit Sahour. Palestinian Centre for Rapprochement between People, Beit Sahour 1993.
- Rapprochement Mass Activities. Palestinian Centre for Rapprochement between People, Beit Sahour 1993.
- Mitwirkung: Checkpoint, eine Videoproduktion zum israelisch-palästinensischen Verhältnis. Verleger: Olympia, Wash.: Studio 58 Productions, 1997. (VHS Video; Englisch)